# گرگ رودسکی
 گرگ رودسکی (انگلیسی: Greg Rusedski؛ زاده ۶ سپتامبر ۱۹۷۳) تنیس‌باز سابق اهل بریتانیا است.او در سال‌های ۱۹۹۷، ۱۹۹۹ و ۲۰۰۶ رتبه اول بریتانیا بود.